# 牧夫座CH
牧夫座CH，又名BD+50 2095，HD 128333、SAO 45121、HR 5452，是牧夫座的一颗恒星，视星等为5.74，位于銀經88.15，銀緯60.21，其B1900.0坐标为赤經14h 31m 9.8s，赤緯+49° 60.21′ 15″。